# Encarnación de Díaz (kommun)
Encarnación de Díaz är en kommun i Mexiko.   Den ligger i delstaten Jalisco, i den centrala delen av landet, 400 km nordväst om huvudstaden Mexico City.
Följande samhällen finns i Encarnación de Díaz:
- Encarnación de Díaz
- Corral de Piedra
- San Juan de los Lagos Estación
- San Antonio del Alto
- La Trinidad
- Caquixtle de Arriba
- El Vergel
- San Marcos de Arriba
- Rancho de Abajo
- Ejido Ciénega de Mora
- El Carmen
- Los Tajos
- Tepozán de Miranda
- La Palma
- La Lomita
- La Verdolaga
- El Jaralillo
- Viborillas
- Estanzuela
- Media Luna
- Río de los Lomelines
- San José